# 테슬라 사이버캡
테슬라 사이버캡(Tesla Cybercab)은 로보택시(Robotaxi)라고도 불리며, 테슬라가 개발 중인 2인승 배터리 전기 자율주행 자동차이다. 이 차량은 완전한 자율 주행을 목표로 한다. 프로토타입 차량에는 스티어링 휠이나 페달이 없다.
사이버캡의 콘셉트 버전은 2024년 10월에 공개되었으며, 발표 행사 참가자들에게 20대의 프로토타입이 짧은 시승 기회를 제공했다. 테슬라는 2027년 이전에 생산을 시작할 계획이라고 보고했다.

## 역사

### 배경
2019년, 테슬라 CEO 일론 머스크는 2020년 말까지 100만 대의 자율 로보택시가 공공 도로에서 운행될 것이라고 믿는다고 밝혔다. 당시 관측자들은 그가 이미 판매된 테슬라 차량을 자율 주행으로 전환하는 것을 의미한다고 추측했다.
대략 2020년부터 테슬라는 모델 Y에 이어 대량 생산 전기차 제품을 출시할 것이며, 이는 모델 3보다 상당히 저렴할 것이라고 공개적으로 발표했다. 2022년 머스크는 로보택시가 테슬라의 차기 차량이 될 것이라고 회사 내부에서 주장했지만, 2022년 9월까지 그는 테슬라 임원인 프란츠 폰 홀츠하우젠과 라스 모라비의 권고를 마지못해 수용했다. 이들은 차세대 차량 플랫폼이 작고 저렴한 대량 생산 차량과 스티어링 휠이 전혀 없는 로보택시를 모두 지원해야 하며, 둘 다 같은 플랫폼과 차세대 차량 조립 라인을 사용하여 제조될 수 있다고 제안했다. 2022년 10월, 회사는 테슬라 엔지니어링 팀이 새로운 플랫폼에 초점을 맞추고 있으며, 이 플랫폼을 통해 자동차 가격이 테슬라 모델 3 또는 Y 가격의 절반이 될 것으로 예상한다고 공개적으로 밝혔다.
2024년 4월, 머스크는 로보택시 공개 행사가 8월에 열릴 것이라고 발표했으나, 이후 10월로 연기되었다.

### 발표

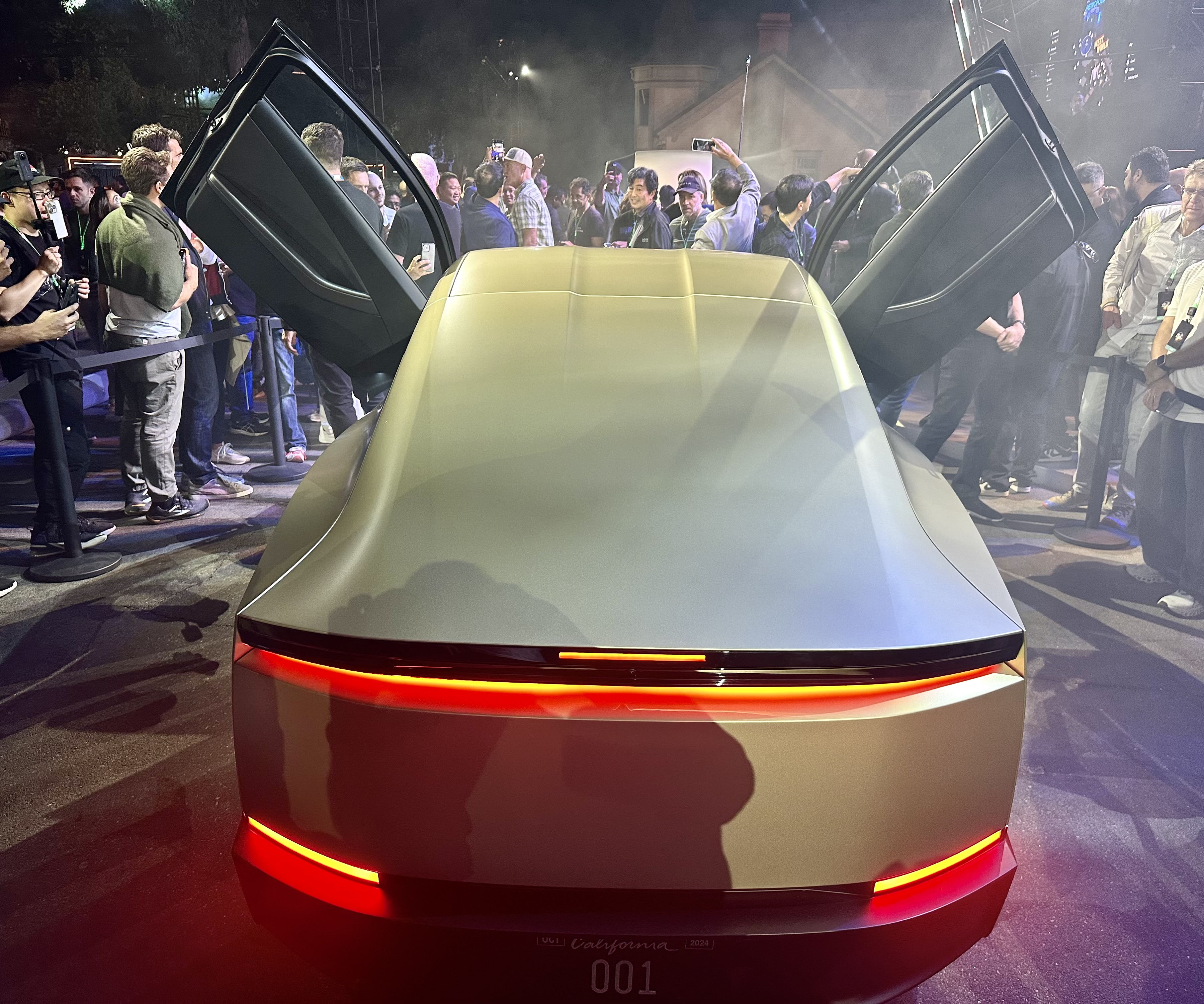
사이버캡 공개 행사에서의 후면 모습

머스크는 2024년 10월 10일 캘리포니아 워너 브라더스 스튜디오 버뱅크에서 열린 테슬라 We, Robot 행사에서 사이버캡을 공개했다. 이 행사에서는 20대의 콘셉트 사이버캡이 야간에 스튜디오 부지를 자율 주행하며 행사 참가자들에게 시승 기회를 제공했다. 머스크는 테슬라가 2027년 이전에 사이버캡을 생산할 계획이라고 밝혔다. 차량의 최종 명칭은 불분명하다. 테슬라는 행사 내내 "로보택시"와 "사이버캡"이라는 명칭을 모두 사용했기 때문이다. 테슬라는 또한 행사에서 휴머노이드 로봇 옵티머스를 시연했으며, 최대 20명의 승객을 태울 수 있는 로보밴의 단일 콘셉트 프로토타입도 공개했다.
공개된 콘셉트 사이버캡은 2인승 자동차였다. 두 개의 버터플라이 도어가 있었지만, 도어 핸들은 없었으며 도어는 자동으로 열렸다. 차량에는 화물 적재를 위한 해치백 개구부가 있었고, 프로토타입 차량에는 외부 충전 포트가 보이지 않았다. 차량에는 후방 창문과 사이드 미러가 없었다.
생산 차량 디자인에는 유도 충전이 포함될 예정이다.
발표에 대한 투자자들의 반응은 미지근했다. 특히 발표와 예상 생산 시작 시점 사이의 긴 시간 간격 때문이었다. 뉴 사이언티스트는 사이버캡이 2년 후에나 출시될 예정이지만, 웨이모 자율 주행 차량은 현재 도로에서 운행되고 있다는 점을 지적했다.
2024년 10월, 영화 블레이드 러너 2049 (2017) 제작사인 알콘 엔터테인먼트는 테슬라의 사이버캡 마케팅이 영화와의 유사성을 보인다고 주장하며 머스크를 고소했다.

## 설명

사이버캡의 내부 전면

사이버캡 측면 모습

테슬라에 따르면 미래 테슬라 사이버캡의 제원은 다음과 같다.
- 2인승 자동차[9]
- 자율 주행 전용; 승객이 접근할 수 있는 스티어링 휠 또는 페달 없음
- 주행 거리: 200 mi (320 km)[15]
- 유도 충전[6] 효율 90% 이상; 머스크: "시스템이 제대로 설계되면 유도 충전과 전도 충전 사이에 의미 있는 효율 차이가 없다."
- 배터리 용량: 35 kWh[15]

기타 특성:
- 예상 효율: 5.5 mi/kWh (8.9 km/kWh)[15]
- 2024년 10월 기준으로 제한된 내부 테스트 중인 테슬라 차량 호출 서비스[16]

## 참고 자료
1. ↑  Ford, Martin (2021년 9월 18일). “Elon Musk's failed Tesla robotaxi promise is the height of self-driving hype”. 《Fast Company》. 2024년 4월 10일에 확인함. At the [2019 Autonomy Day] event, Musk said, 'I feel very confident predicting autonomous robotaxis for Tesla next year.' He went on to suggest that Tesla would have a million such cars operating on public roads by the end of 2020. By 'robotaxis,' Musk meant genuine self-driving cars, capable of operating with no one inside and able to pick up passengers and deliver them to random locations. In other words, a truly robotic version of Uber or Lyft.
2. ↑  Morris, James (2023년 3월 4일). “Tesla Investor Day 2023: $25,000 Next Gen Vehicle To Be Made In Mexico”. 《포브스》. 2024년 10월 10일에 확인함.
3. ↑  Isaacson, Walter (2023년 9월 12일). 《일론 머스크》 (영어). 사이먼 & 슈스터. 501–505쪽. ISBN 978-1-982181-28-4. 2023년 11월 28일에 확인함.
4. ↑  Lambert, Fred (March 2023). “Tesla is working on next-gen electric car platform for half the price”. 《Electrek》. 2024년 10월 10일에 확인함.
5. ↑  “Tesla Delays Robotaxi Event in Blow to Musk's Autonomy Drive”. 《블룸버그 통신》. 2024년 7월 11일.
6. 1 2 3 4  Schroeder, Stan (2024년 10월 11일). “Tesla's 'Cybercab' robotaxi is here, and yet still so far away”. 《마셔블》. 2024년 10월 11일에 확인함 – 야후 테크 경유. Cybercab (or Robotaxi — the name isn't entirely clear right now as both names were used throughout the event)
7. ↑  Aarian, Marshall (2024년 10월 9일). “Tesla Is Ready to Roll Out Its Robotaxis”. 《와이어드》. 2024년 10월 9일에 확인함.
8. 1 2  “Musk Shows Tesla Cybercab, Sees Sub-$30,000 Cost and 2026 Production”. 《블룸버그 뉴스》. 2024년 10월 11일. 2024년 10월 11일에 확인함.
9. 1 2  “Tesla's robovan is the surprise of the night”. 《더 버지》. 2024년 10월 11일. 2024년 10월 11일에 확인함.
10. ↑  Hawkins, Andrew J. (2024년 10월 11일). “Tesla Cybercab announced: Elon Musk's robotaxi is finally here”. 《더 버지》 (영어). 2024년 10월 14일에 확인함.
11. ↑  Anderson, Brad (2024년 10월 10일). “Tesla Cybercab Is A $30,000 Robotaxi Without A Steering Wheel Or Pedals”. 《카스쿱스》. 2024년 10월 14일에 확인함.
12. ↑  “Tesla Cybercab Robotaxi unveiled: 5 insane highlights”. 《HT 오토》 (영어). 2024년 10월 11일. 2024년 10월 14일에 확인함.
13. ↑  Forlini, Emily Dreibelbis (2024년 10월 11일). “Tesla's Robotaxi Event: Mostly Fluff, Except for One Interesting Technical Detail”. 《PC매거진 오스트레일리아》 (오스트레일리아 영어). ISSN 1329-3532.
14. ↑  Barnes, Brooks (2024년 10월 21일). “'Blade Runner 2049' Producers Sue Elon Musk Over 'Robotaxi' Imagery”. 《더 뉴욕 타임스》 (미국 영어). ISSN 0362-4331. 2025년 2월 13일에 확인함.
15. 1 2 3  “Tesla's Cybercab Wireless Charging Video May Tell Us A Lot”. 《인사이드 EV》. 2024년 10월 18일. 2024년 10월 24일에 확인함.
16. ↑  “Tesla has been testing a robotaxi service in the Bay Area for most of the year”. 《더 버지》. 2024년 10월 23일. 2024년 10월 24일에 확인함.